# Kuh-e-Bandaka Tawika
Der Kuh-e-Bandaka Tawika (Koh-e-Bandakor, Kuhi Bandaka) ist ein 6130 m hoher Gipfel im Massiv des Kuh-e Bandaka im Hindukusch. Der Gebirgsstock Kuh-e Bandaka, der höchste Berg Afghanistans nordöstlich von Kabul besteht aus mehreren Gipfeln. Weitere Gipfel dieses Massivs sind der Kuh-e-Bandaka Uris (6010 m) oder der Kuh-e-Akher Sakhi (5170 m). Sie wurden, gemeinsam mit dem Kuh-e Bandaka Tawika, im Zuge der Eisenerzer Hindukusch-Expedition 1965 von Adolf Huber, Johann Seitner, Horst Loder und Helmut Wöger erstbestiegen.

## Geographie
Der Berg liegt im Gebiet des Munjan Pass.